# Kršanci
Kršanci is een plaats in de gemeente Žminj in de Kroatische provincie Istrië. De plaats telt 77 inwoners (2001).